# برج هشتل
برج هشتل در روستای پایین‌هشتل بخش دابودشت آمل، مجموعه پنج برج آرامگاهی است که در تاریخ ۷/۵/۱۳۸۲ به شماره ۹۳۵۱ در فهرست آثار ملی کشور به ثبت رسیده است. این برج‌ها یکی از خاص‌ترین مکان‌های تاریخی طبرستان هستند که به شکل مثلث کنار هم چیده شده‌اند. بزرگترین برج آن مربوط به یکی از سردارانِ سلسله مرعشیان است. شهرت این سردار به دلیل مقاومتی است که در زمان حمله تیمور از خود نشان داد می‌باشد. بنای اصلی بقعه چهار ضلعی است که مسجدی متصل به آن است و ایوانی در جلوی مسجد ساخته شده است. بنای اصلی از داخل چهار گوشه است. در هر یک از اضلاع یک طاقنمای بلند است. با چهار گوشواره گود، چهار ضلعی تبدیل به دایرهٔ کامل شده و بر روی این دایره گنبدی بلند نوک تیز زده‌اند.
نمای خارجی بنا چهار ضلعی است که میان هر یک از اضلاع طاقنمای بزرگی است. بالای هر یک از بدنه‌ها سیزده قرنیس سینه کفتری است. گنبد بنا از خارج از نوع گنبدهای زاویه دار مخروطی است و سه گنبد دیگر در گورستان به بقعه متصل است.

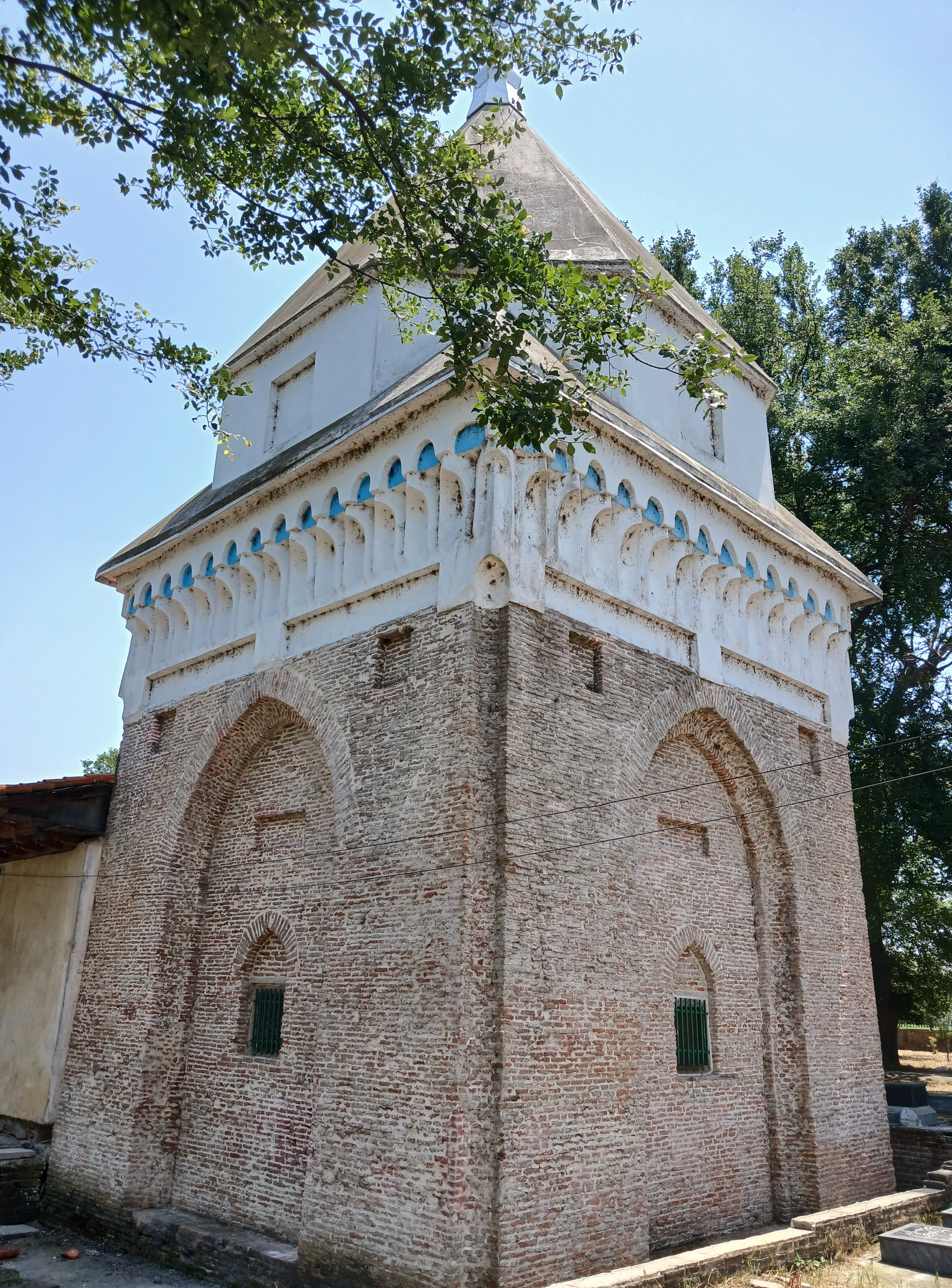
نمای شمالی برج هشتل (بنای اصلی مجموعه)

## نگارخانه

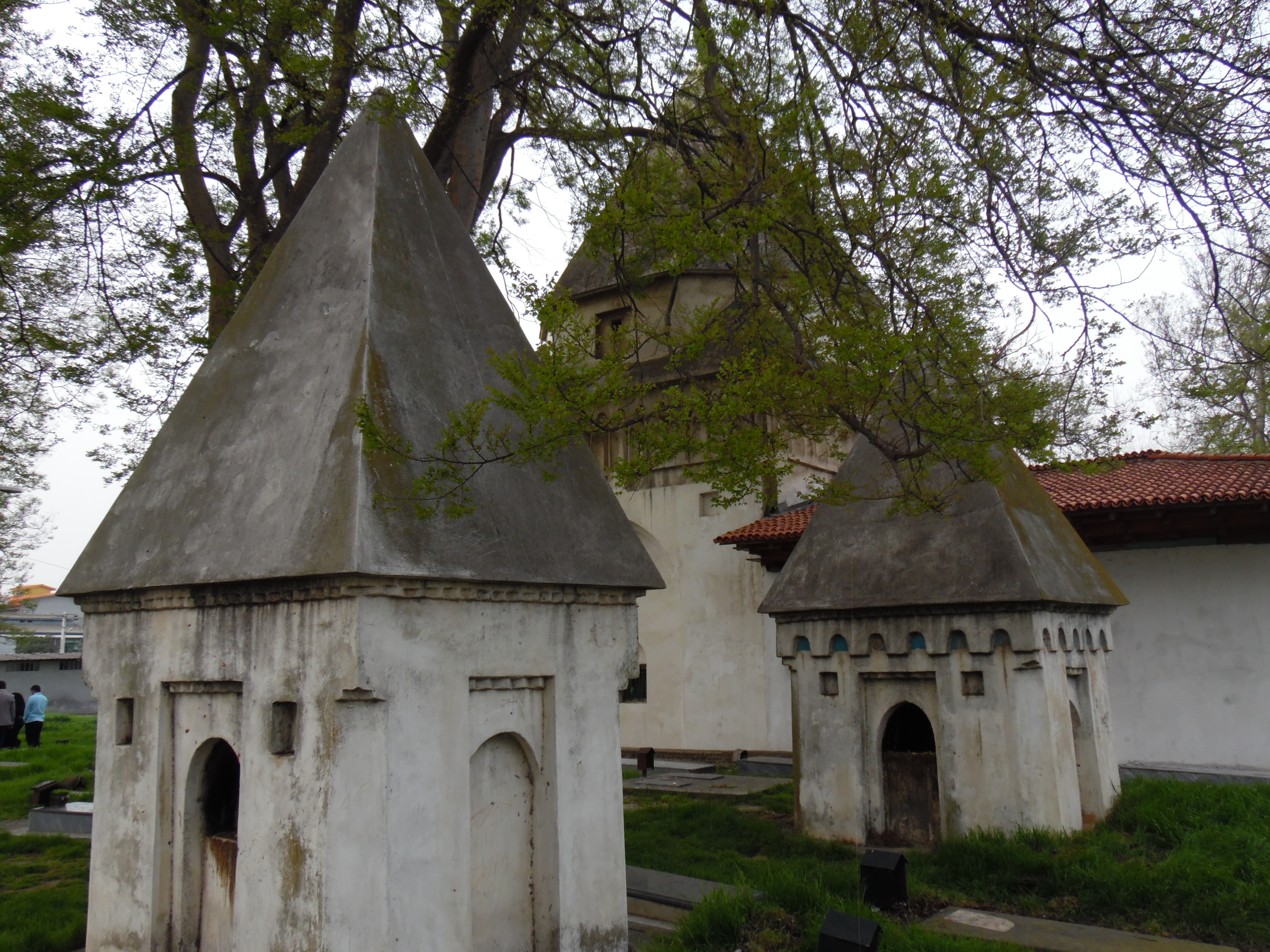
برج های سه گانه هشتل
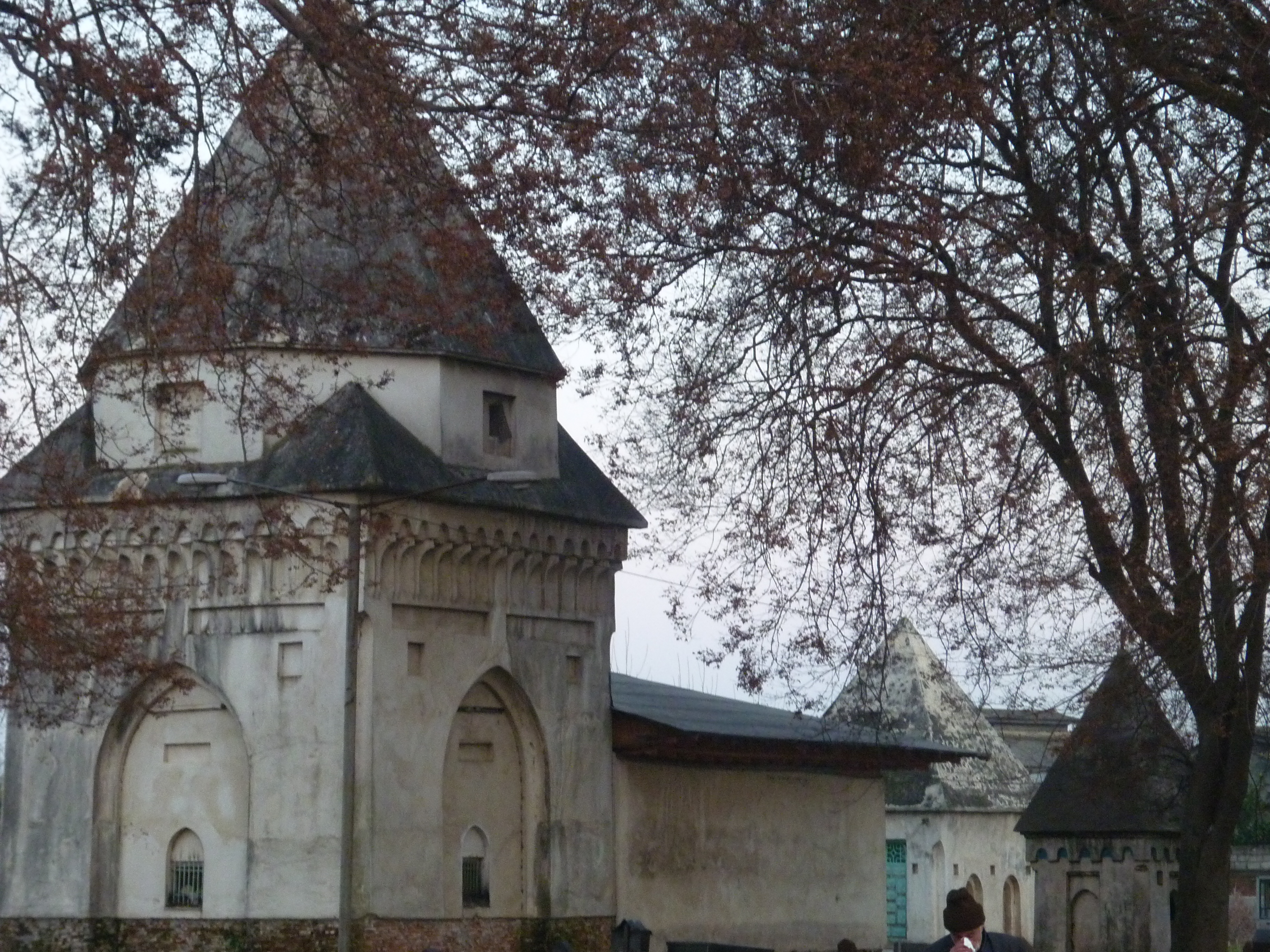
برج هشتل
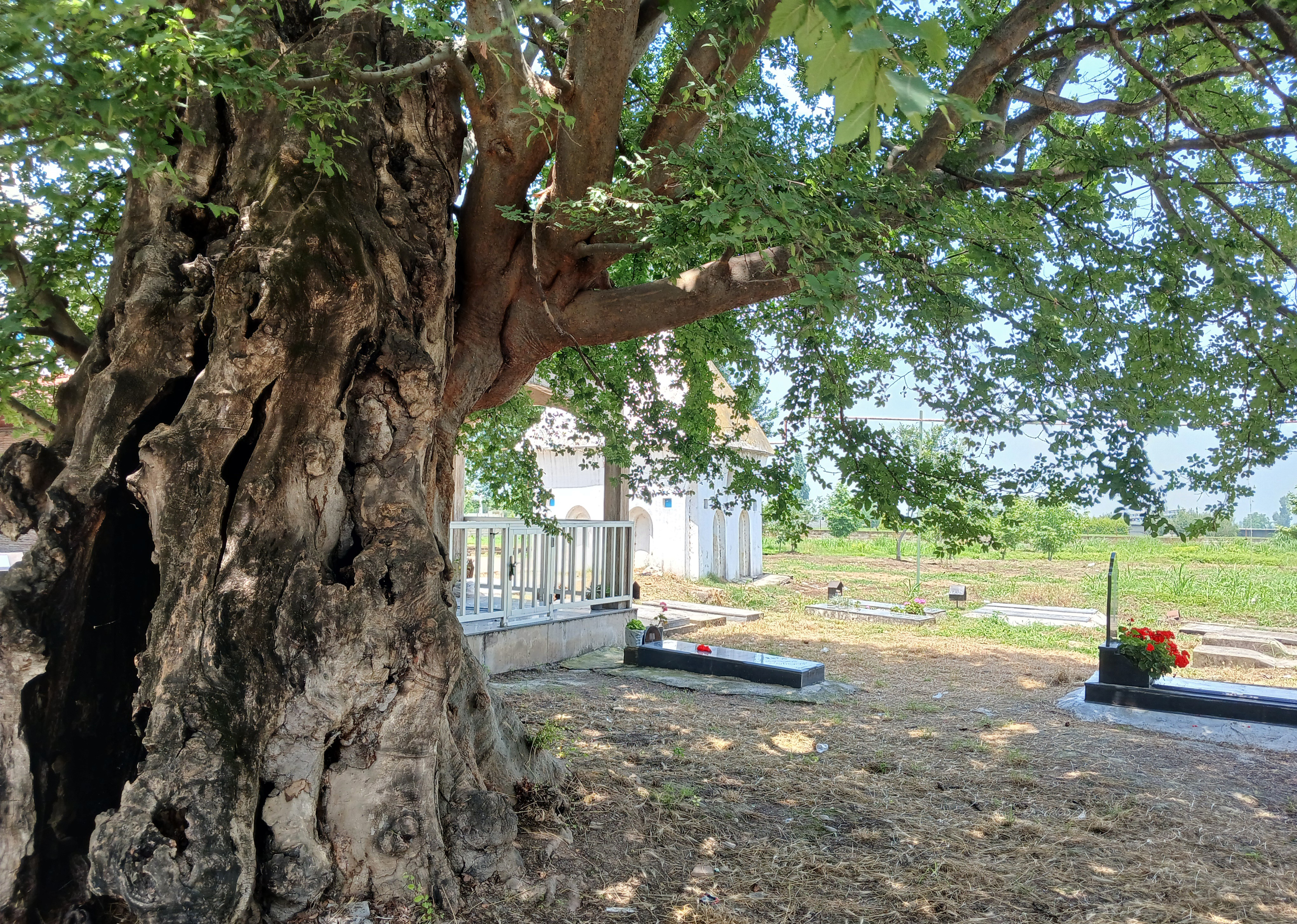
نمایی از محوطه و گورستان اطراف برج که در سمت چپ تصویر، درخت کهنسال آن نیز به چشم می خورد
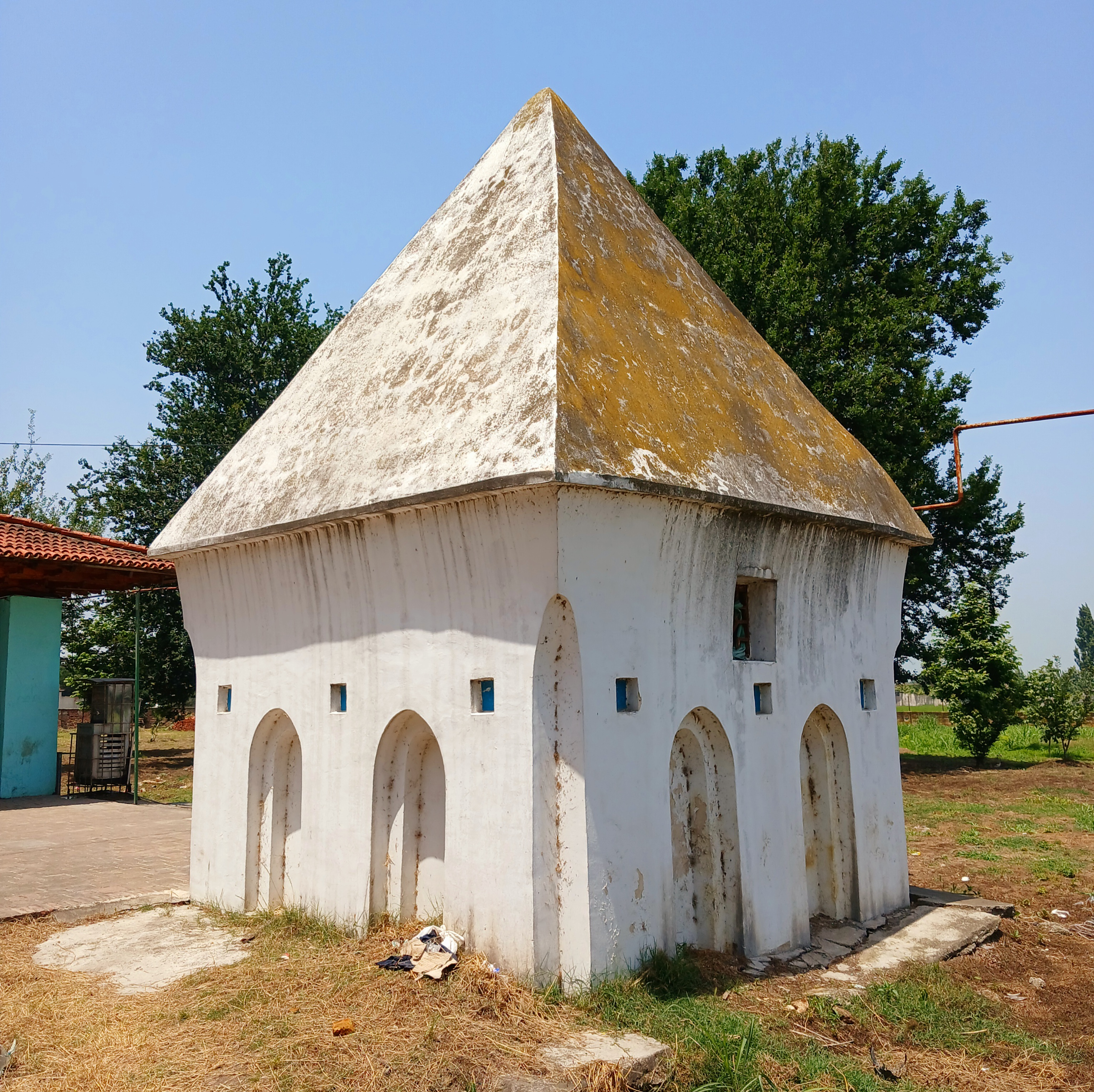
یکی از برج های مجموعه
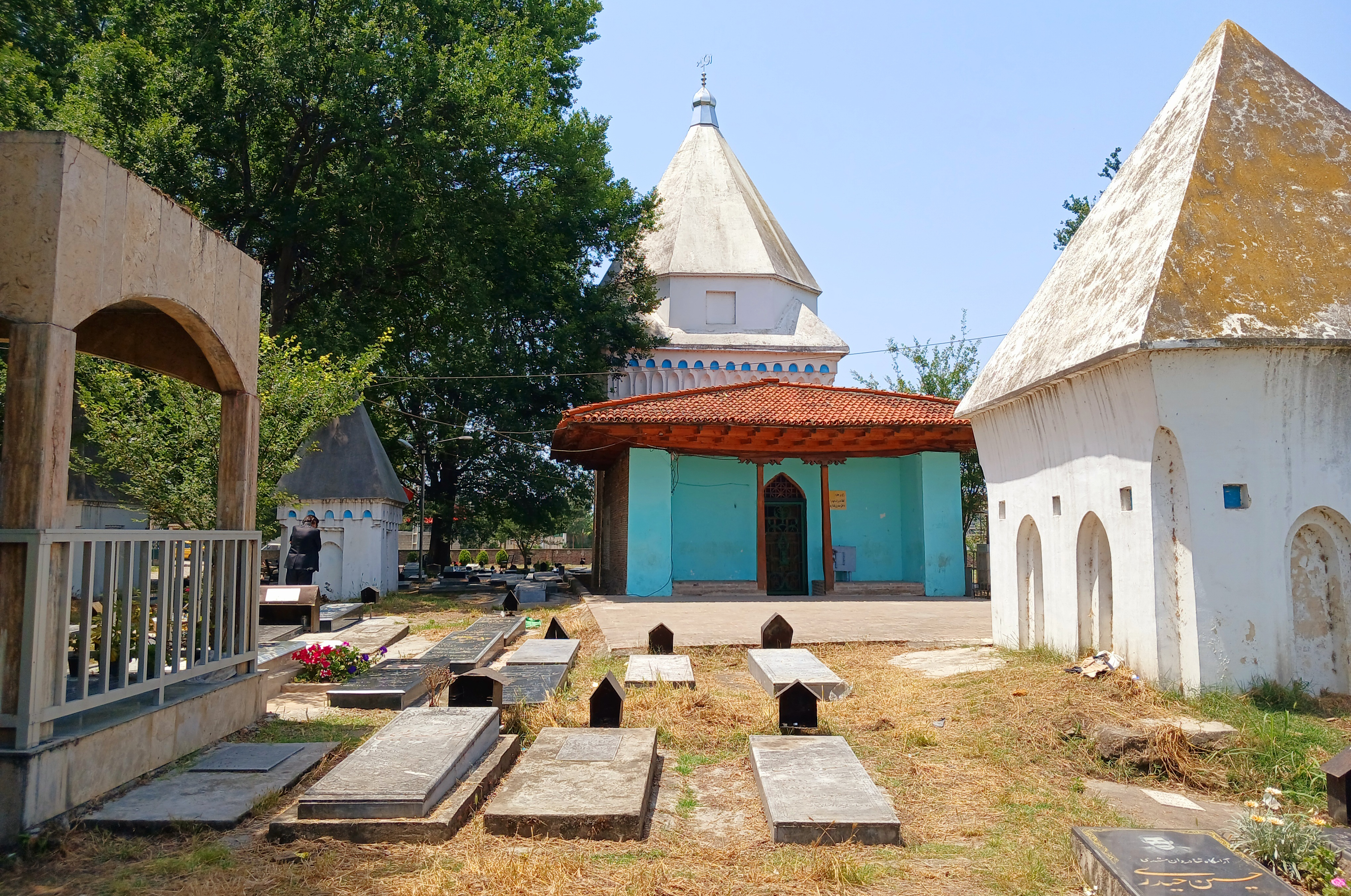
نمای جنوبی برج اصلی مجموعه بهمراه ایوان چوبی و زیبای مقابل آن
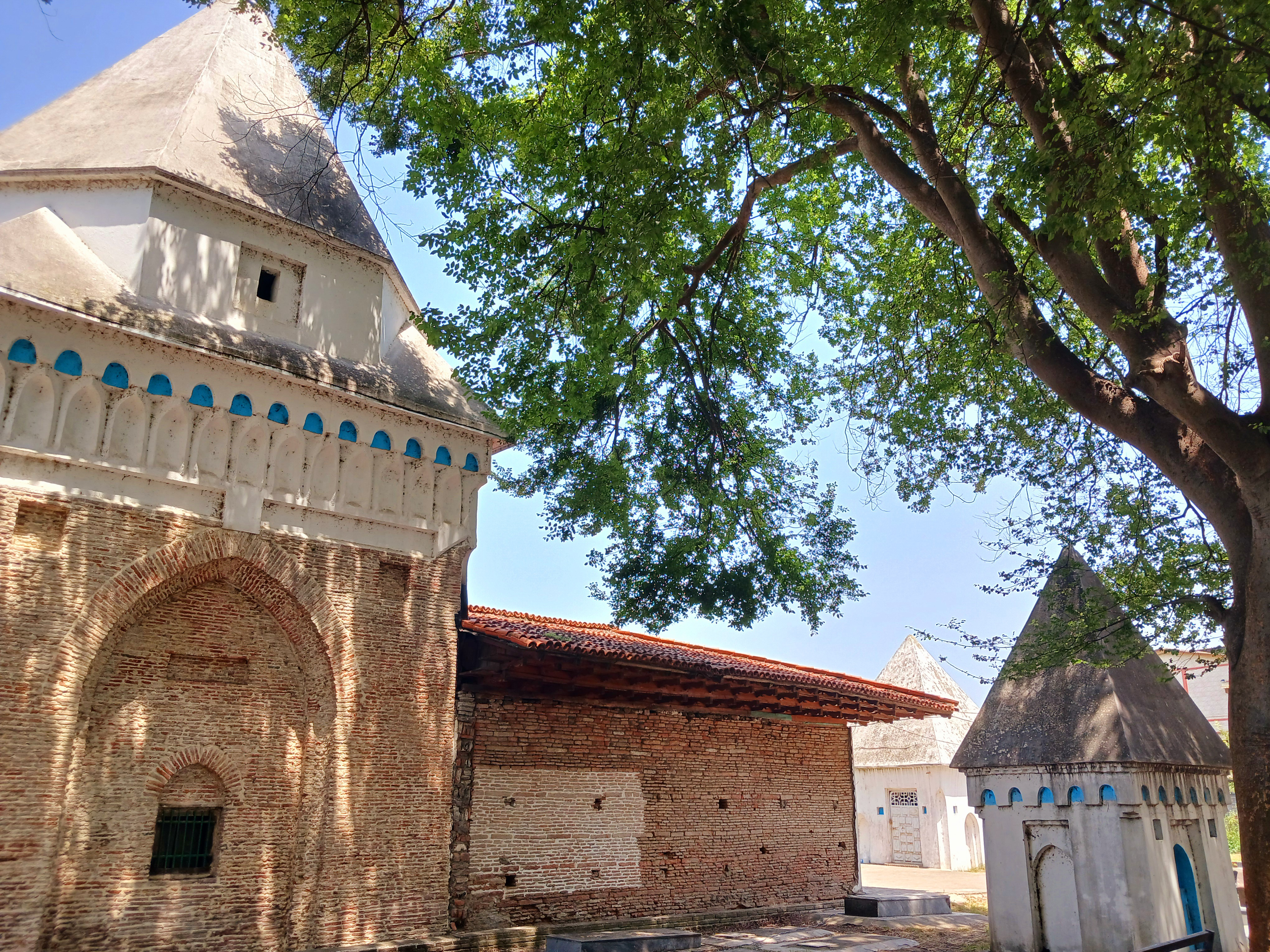
نمایی از برج هشتل
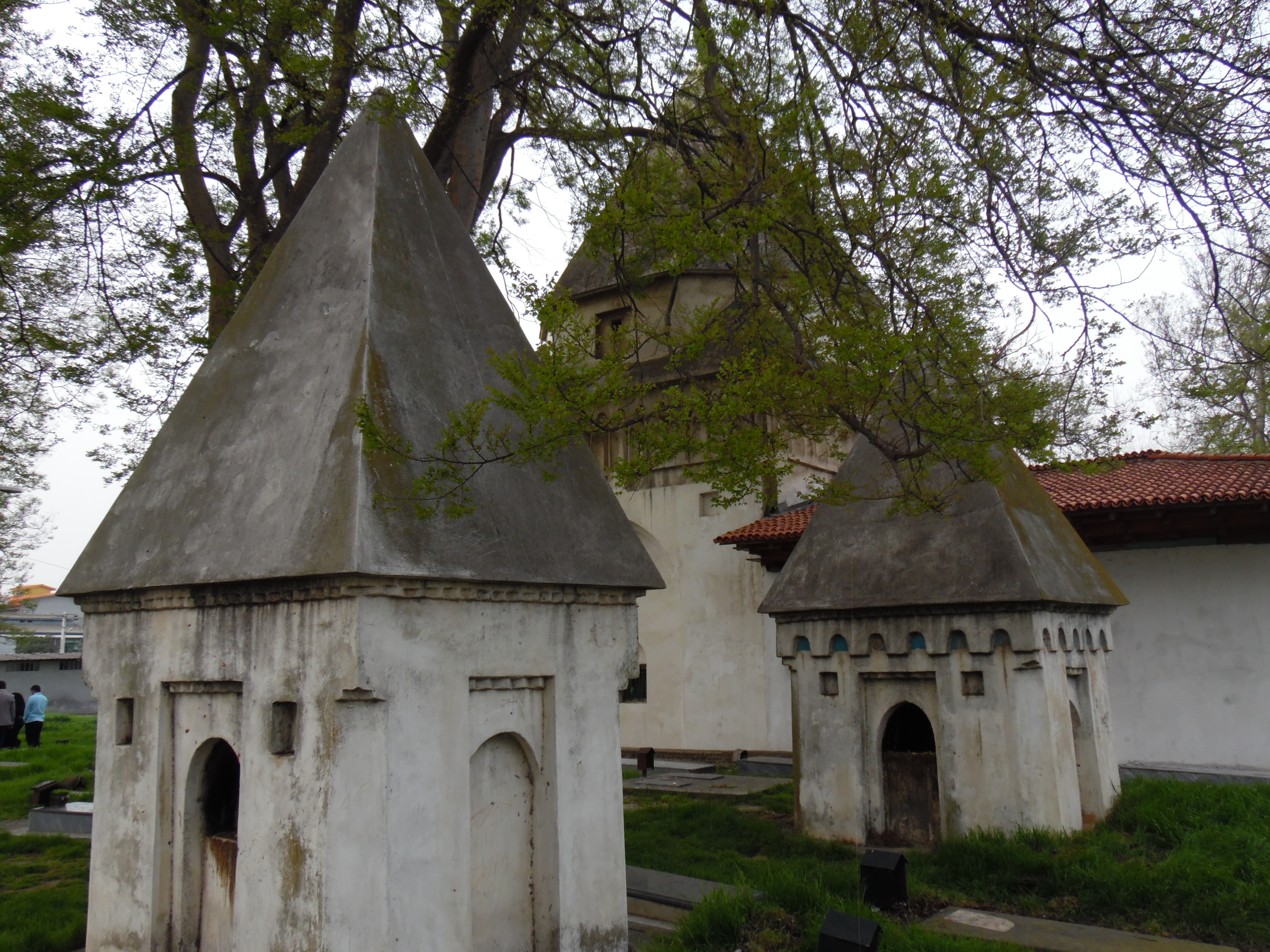
برج های سه گانه هشتل
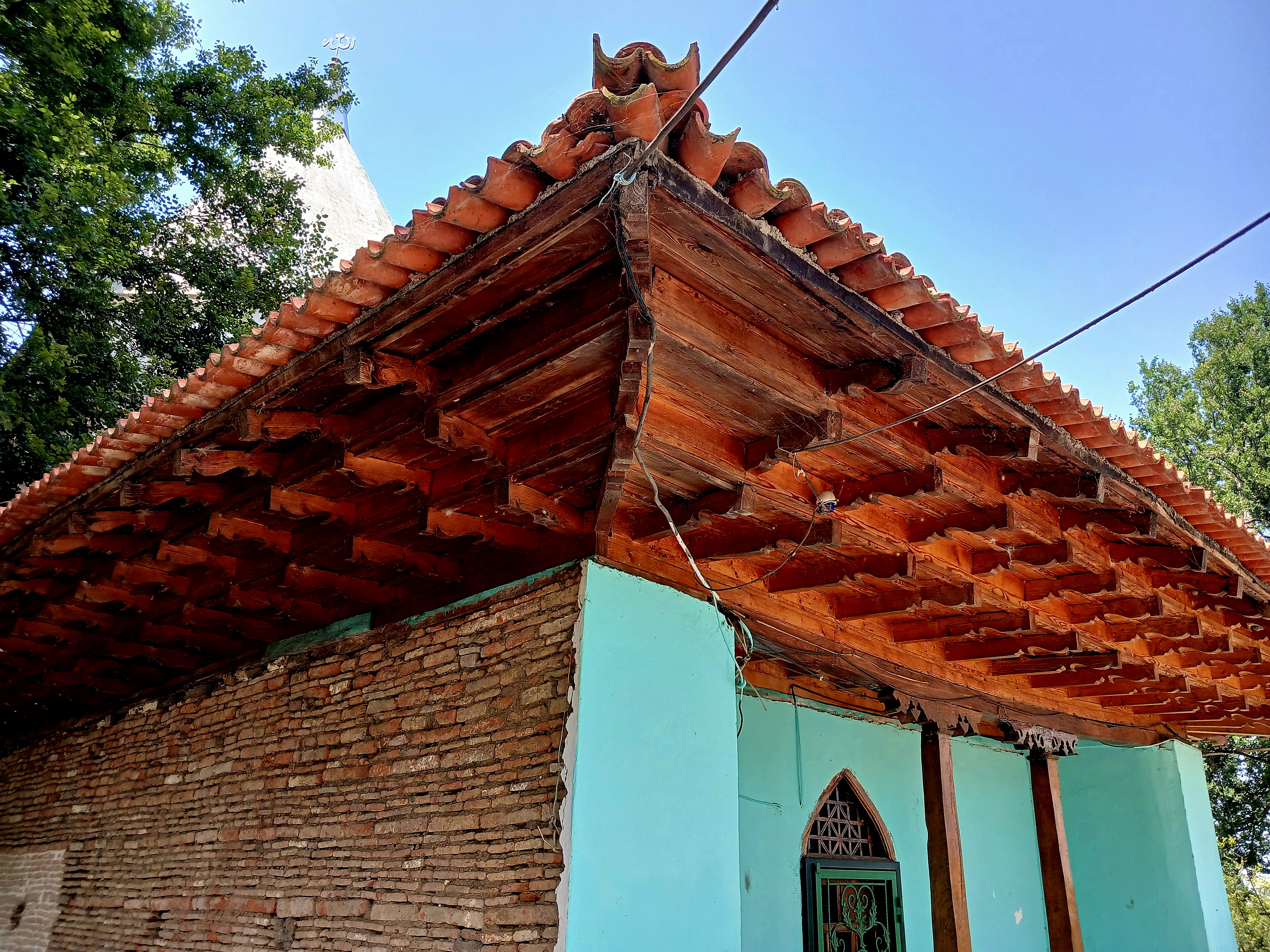
ایوان زیبای مقابل برج اصلی
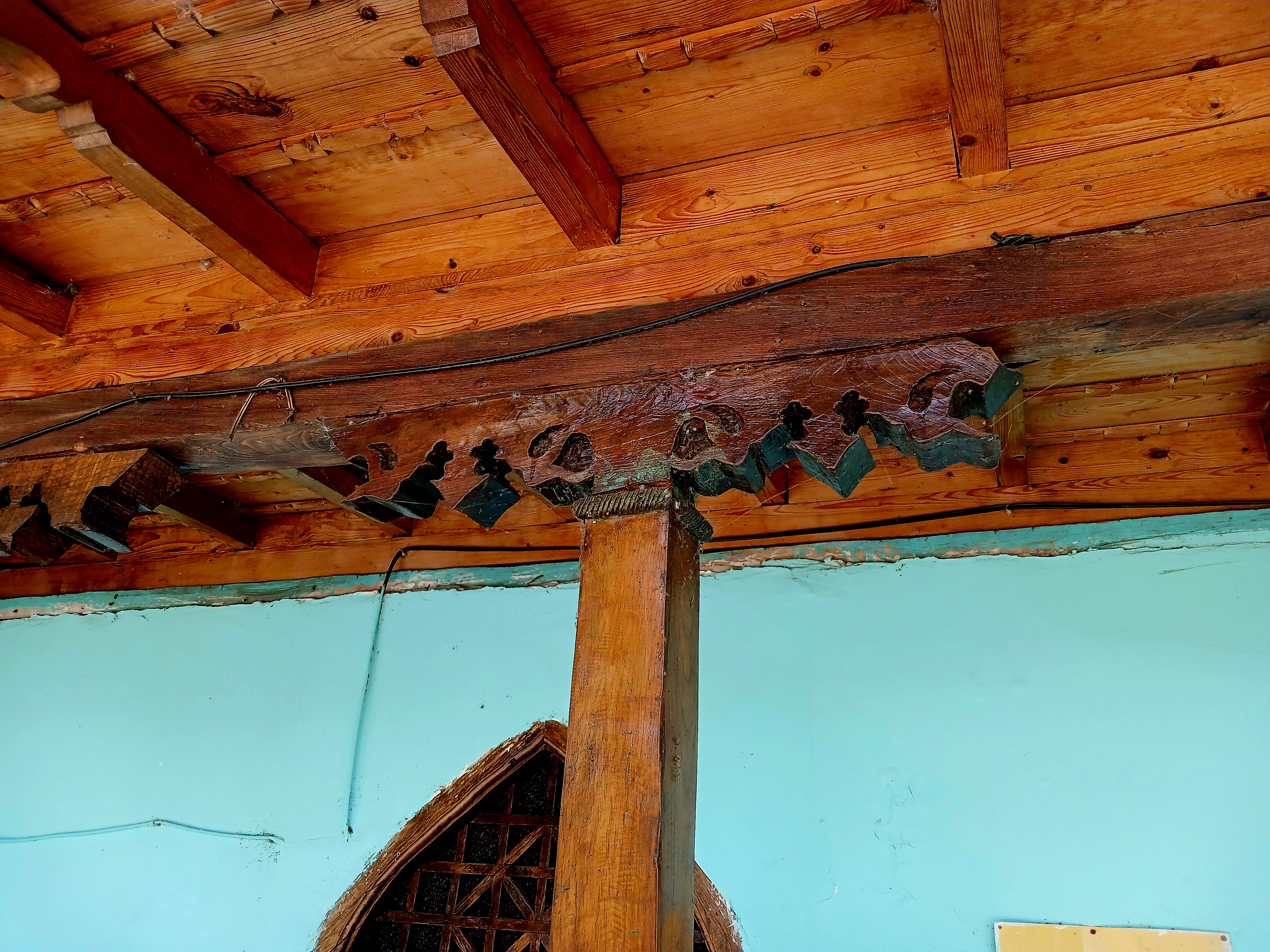
سرستون چوبی و زیبای ایوان ورودی برج